# Aelurillinae
Aelurillinae (лат.) — подсемейство пауков из семейства пауков-скакунов.

## Классификация
- Aelurillini
  - Aelurillus Simon, 1884 — Евразия, Африка (65 видов)
  - Asianellus Logunov & Heciak, 1996 — Палеарктика (5 видов)
  - Langelurillus Próchniewicz, 1994 — Африка (9 видов)
  - Langona Simon, 1901 — Азия, Африка (33 вида)
  - Microheros Wesolowska & Cumming, 1999 — Южная Африка (1 вид)
  - Phlegra Simon, 1876 — Африка, Евразия, Северная Америка (72 вида)
  - Proszynskiana Logunov, 1996 — Центральная Азия (5 видов)
  - Rafalus Prószynski, 1999 — Африка, Азия (9 видов)
  - Stenaelurillus Simon, 1885 — от Южной Африки до Азии (19 видов)

- Flacillulini
  - Afraflacilla Berland & Millot, 1941 — Африка, с Ближнего Востока до Европы, Австралия (17 видов)
  - Flacillula Strand, 1932 — Юго-Западная Азия (6 видов)

- Freyini
  - Aphirape C. L. Koch, 1850 — Южная Америка (8 видов)
  - Capidava Simon, 1902 — Южная Америка (7 видов)
  - Chira Peckham & Peckham, 1896 —от Центральной до Южной Америки (16 видов)
  - Edilemma Ruiz & Brescovit, 2006 — Бразилия (1 вид)
  - Eustiromastix Simon, 1902 — Южная Америка (11 видов)
  - Freya C. L. Koch, 1850 — от Центральной до Южной Америки, Пакистан (31 вид)
  - Frigga C. L. Koch, 1850 — с Центральной до Южной Америки, Австралия (10 видов)
  - Kalcerrytus Galiano, 2000 — Южная Америка (15 видов)
  - Nycerella Galiano, 1982 — от Центральной до Южной Америки (8 видов)
  - Pachomius Peckham & Peckham, 1896 — от Центральной до Южной Америки (6 видов)
  - Phiale C. L. Koch, 1846 — от Центральной до Южной Америки (36 видов)
  - Sumampattus Galiano, 1983 — Южная Америка (3 вида)
  - Trydarssus Galiano, 1995 — Южная Америка (2 вида)
  - Tullgrenella Mello-Leitão, 1941 — Южная Америка (13 видов)
  - Uspachus Galiano, 1995 — от Центральной до Южной Америки (8 видов)
  - Wedoquella Galiano, 1984 — Южная Америка (3 вида)

- Silerini
  - Siler Simon, 1889 — Восточная Азия (8 видов)